# Giovannis rum
Giovannis rum (originaltitel Giovanni's Room) är en roman från 1956 av den amerikanske författaren James Baldwin. Romanen handlar om den unge amerikanen Davids liv i Paris, med fokus på hans känslor och på den frustration han upplever i sina relationer med andra män, framför allt en italiensk bartender vid namn Giovanni som han möter på en bar för homosexuella i Paris.
Giovannis rum är berömd för att inför en läsande allmänhet ha skildrat homosexualitet och bisexualitet på ett empatiskt och konstnärligt sätt, varigenom den ledde till en större offentlig diskussion om frågor som rörde samkönad kärlek.

## Handling
David, en ung amerikansk man vars flickvän har rest till Spanien för att fundera över deras förestående äktenskap, är lämnad ensam i Paris och inleder en relation med en italiensk man, Giovanni. Deras historia berättas av David under natten som föregår dagen för Giovannis avrättning.

## Karaktärer
- David, en blond amerikan. Romanens protagonist. Hans mor dog då han var fem år gammal.
- Hella, Davids flickvän. De möttes i en bar i Saint-Germain-des-Prés. Hon är från Minneapolis och flyttade till Paris för att studera måleri, tills hon ger upp och av en slump träffar David.
- Giovanni, en ung italiensk man som lämnade sin hemby efter att hans flickvän fött ett dödfött barn. Han arbetar som servitör i Guillaumes bar.
- Joey, han bodde på Coney Island, Brooklyn och var den första som David hade en homosexuell relation med.
- Ellen, Davids faster. Hon oroade sig för att Davids far skulle utgöra ett dåligt inflytande på David under hans uppväxt.
- Jacques, en äldre amerikansk affärsman som är född i Belgien.
- Guillaume, ägare av en bar för homosexuella i Paris.
- Davids far, hans förhållande till David präglas av en tillgjord hjärtlighet; han förmår inte erkänna för sig själv att de inte står varandra nära och att han kanske har misslyckats med att uppfostra sin son.

## Teman
Ett tema i Giovannis rum är socialt utanförskap eller alienation.  Susan Stryker noterar att James Baldwin hade emigrerat till Europa innan han skrev Giovannis rum och att han "upplevt att effekterna av rasism i USA aldrig skulle låta honom bli sedd enbart som författare, och han fruktade att han inte skulle kunna vara författare över huvud taget om han också skulle etiketteras som homosexuell."  I Giovannis rum tvingas David göra samma typ av val; på ytan ställas han inför att välja mellan sin amerikanska fästmö och sin europeiska pojkvän, men i slutändan måste han, i likhet med Baldwin, brottas med möjligheten "att bli alienerad av den kultur som har skapat honom."
I linje med alienationstemat utforskas även frågor om ursprung och identitet i romanen. Valerie Rohy, professor i engelska vid University of Vermont, skriver: “Questions of origin and identity are central to James Baldwin’s Giovanni’s Room, a text which not only participates in the tradition of the American expatriate novel exemplified by Stein and, especially, by Henry James but which does so in relation to the African American idiom of passing and the genre of the passing novel. As such, Giovanni’s Room poses questions of nationalism, nostalgia, and the constitution of racial and sexual subjects in terms that are especially resonant for contemporary identity politics." 

## Litterär betydelse och kritik
Baldwin medgav att hans förläggare sa till honom att "bränna" boken med anledning av att det homosexuella temat skulle alienera honom från hans svarta publik. När boken publicerades tenderade dock kritikerna att inte vara så hårda, tack vare Baldwins ställning som författare. Giovannis rum rankades 1999 som nummer 2 på The Publishing Triangles lista över de 100 bästa romanerna om homosexualitet. 
Ian Young pekar på att romanen skildrar homosexualitet och bisexualitet som obekväma och osäkra sätt att leva. Young menar också att romanen, trots dess "ömhet och positiva kvalitéer", ändå slutar med ett mord. 
Även om den ofta anses vara en roman om homosexualitet har modern forskning fokuserat på skildringen av bisexualitet i romanen. Flera forskare har hävdat att karaktärerna mer precist kan ses som bisexuella, i synnerhet David och Giovanni. Trots att de flesta läser karaktärerna som homosexuella så menar Maiken Solli att "... ett bisexuellt perspektiv skulle kunna vara precis lika värdefullt och belysande i förståelsen av boken [...]"